# إدارة التخزين الآلي
إدارة التخزين الآلي هي ميزة مقدمة من شركة أوراكل تساعد في أتمتة وإدارة تخزين قواعد البيانات. تم إطلاق هذه الميزة مع أول إصدار لقاعدة بيانات أوراكل 10.
تسهل إدارة التخزين الآلي التعامل مع ملفات قواعد بيانات أوراكل وذلك باستخدام أدوات لإدارة الأقراص الصلبة وأنظمة الملفات مباشرة وبذلك تتيح لمدراء قواعد البيانات التحكم بالأقراص باستخدام لغة الاستعلامات البنيوية التي يألفها مدراء قواعد البيانات ببيئات أوراكل. بالإضافة إلى أنها تغني مدراء قواعد البيانات عن الحاجة لتعلم إدارة أنظمة الملفات لأنظمة التشغيل المختلفة.

## المميزات
- توزيع البيانات والنسخ المتعدد على الأقراص.
- المقدرة على إعادة توزيع أو نقل البيانات عند تغيير أقراص التخزين دون توقف قاعدة البيانات.
- تقوم بعمل مصفوفة التعدد للأقراص المستقلة وهي سبعة أنواع وتعرف باسم ريد
- دعم الطرق المتعددة للوصول إلى عتاد التخزين لتفادي الانقطاع وتقديم موازنة للأحمال.
- لايوجد نقاط ساخنة للقراءة أو الكتابة من الأقراص\التخزين.

## الوظائف الرئيسية
- إدارة مجموعات الأقراص.
- عمل نسخ متطابقة للأقراص لزيادة الاعتمادية وضمان عدم فقد البيانات.
- موازنة طلبات القراءة والكتابة للأقراص بشكل متعادل لتفادي النقاط الساخنة.
- التحكم بملفات قاعدة البيانات دون الحاجة إلى تحديد اسم الملف أو مكانه.
- دعم الملفات الكبيرة.

## وصلات خارجية
إدارة التخزين الآلي الإصدار 11.2